# Alfonso Grau Alonso
Alfonso Grau Alonso (Callosa d'en Sarrià, 1941) és un polític i metge valencià. Regidor a l'Ajuntament de València des de 1995 i home de confiança de l'alcaldessa Rita Barberà. Deixà el càrrec el març de 2015 després que l'Audiència de Palma decidira processar-lo pel Cas Nóos.

## Biografia
Grau, doctorat a la Facultat de Medicina de València el 1968, és cirurgià amb plaça a l'Hospital General Universitari de València. S'incorpora a l'equip de Rita Barberà, alcaldessa de València pel Partit Popular (PP) a les eleccions de 1995. El regidor Grau ocupa diverses responsabilitats al govern municipal: festes, pressupostos i hisenda, i Grans Projectes. Esdevé vicealcalde el 2011.

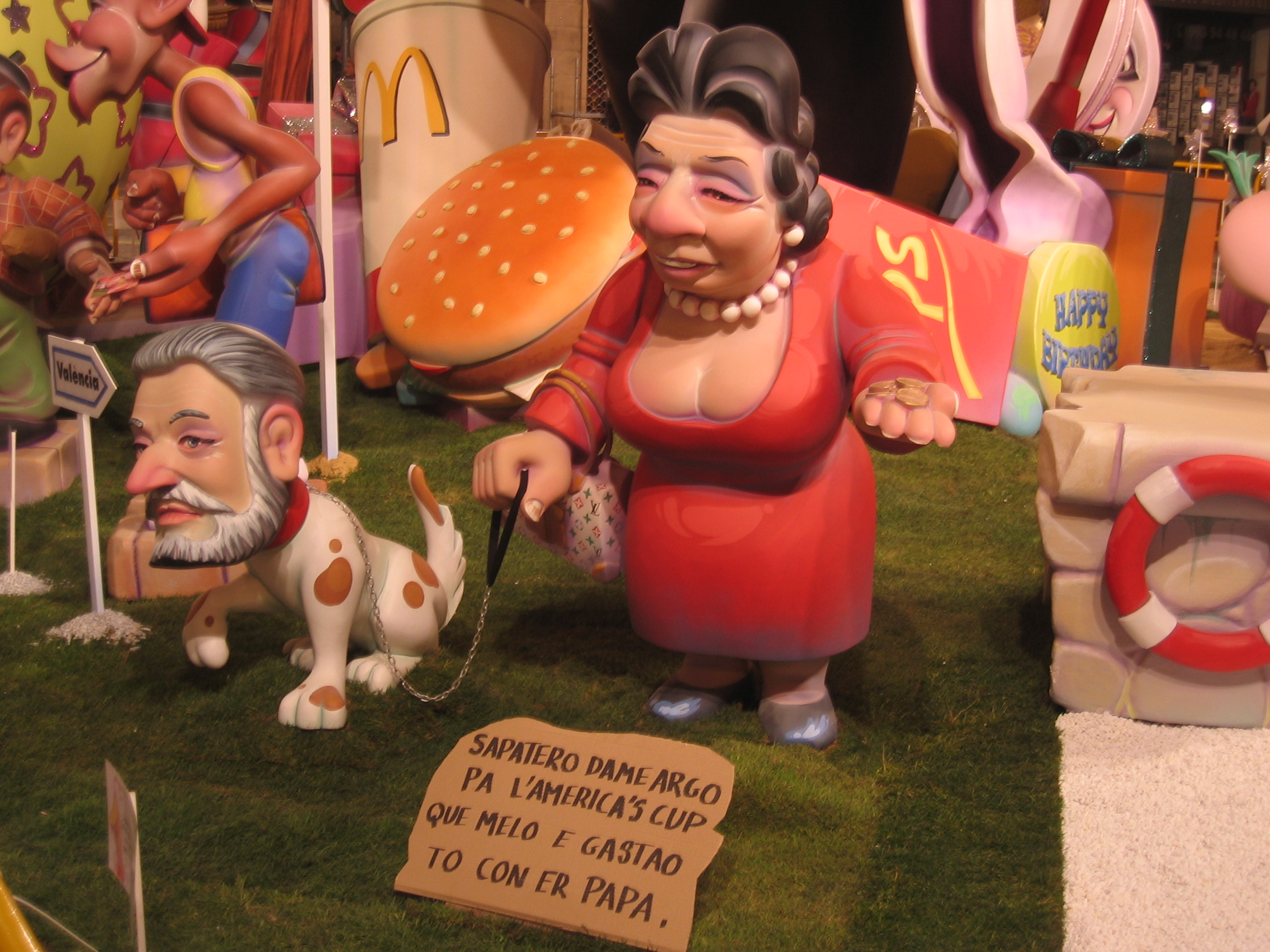
Falles 2007. Rita Barberà (dreta) i Alfonso Grau (esquerra).

Com a regidor responsable de Turisme i Grans Projectes, presidí la Fundació Turisme València Convention Bureau que signà convenis amb l'Institut Nóos per organitzar fòrums sobre esport el 2004, 2005 i 2006. Una institució privada investigada pel conegut com Cas Nóos de corrupció política. El jutge imputà a Alfonso Grau per primera vegada el maig de 2014 acusat de prevaricació, malversació de fons públics, frau a l'administració i tràfic d'influències. El desembre del mateix any el jutge Castro dictà sobreseíment i apartà a Grau de cap responsabilitat penal. L'acusació particular excercida pel PSPV-PSOE aconseguí reobrir les investigacions i el jutge torna a imputar al regidor Grau el març de 2015, dies després dimití insistint la seua no culpabilitat i defenent la seua honorabilitat. El febrer de 2016 va ser detingut i imputat un altre cop.